# Proseminar
Das Proseminar (PS abgekürzt) ist eine Lehrveranstaltung im Grundstudium (siehe Seminar), die im Allgemeinen mit einer schriftlichen Proseminararbeit abschließt. Anders als im Falle der Vorlesung oder eines Hauptseminars muss der Dozent hierbei nicht promoviert sein. Es reicht hingegen in der Regel ein abgeschlossenes Hochschulstudium. 
Inhaltlich steht eine Vertiefung von Lerninhalten im Mittelpunkt, zum Beispiel durch Erschließung wissenschaftlicher Literatur. Es wird eine aktive Teilnahme (Mitarbeit) vorausgesetzt. Im Fokus stehen gemeinsame Diskussionen oder das Einzelstudium der Literatur. Meist werden zum Bestehen des Proseminars zusätzlich eine oder mehrere Referatsleistungen und eine erfolgreiche Abschlussklausur oder kurze Hausarbeiten verlangt. Darüber hinaus kann das Proseminar darauf abzielen, die Fähigkeiten der Studierenden in der wissenschaftlichen Recherche und dem Verfassen von akademischen Texten zu verbessern. 
Im Geschichtsstudium bezeichnet das Proseminar eine Veranstaltung, in welcher in die grundlegende Methode und Konvention des Faches eingeführt wird. Zum Teil werden dabei mehrere Epochen nacheinander behandelt und ein Einblick in die verschiedenen Fachbereiche mit der Vermittlung der Methodik verbunden.
Innerhalb der Juristenausbildung nehmen Proseminare hingegen die Rolle ein, eine Vertiefung in Rechtsgebiete zu ermöglichen, die im Rahmen des Schwerpunkt- und Vertiefungsstudiums erlernt werden. 
In den bibelwissenschaftlichen Fächern der Theologie ist das Ziel des Proseminars, den Studierenden die Werkzeuge zu vermitteln, die sie benötigen, um kritisch und analytisch über biblische Texte nachzudenken. Hierbei können auch verschiedene Methoden der Bibelauslegung vorgestellt, diskutiert und ausprobiert werden. Insgesamt soll das Proseminar den Studierenden ermöglichen, ein tieferes Verständnis für das Alte bzw. das Neue Testament als literarisches und historisches Werk zu entwickeln.